# ОШ Никола Скобаљић Велико Трњане
ОШ „Никола Скобаљић” у Великом Трњану, једна је од установа основног образовања на територији града Лесковца. Школа је добила по Николи Скобаљићу, који је био српски војвода из овог краја пред коначни пад под турску власт.
Школа располаже савременим информатичким кабинетом, богато опремљеном библиотеком и лепо уређеним учионицама.
У саставу школе је издвојено одељење у селу Рударе, подигнуто је 1956. године, а 2008. године извршена је њена реконструкција. У школи се настава изводи за ученике од 1. до 4. разреда. Рад се одвијао у комбинованим одељењима; од 2013. године школа је неподељена. У школској 2016/2017. години имао 9 ђака, по три у првом, другом и четвртом разреду.
Издвојено одељење у селу Горња Јајина, подигнуто је 1956. године, а 2003. године изграђена је нова школа. У школи се настава изводи за ученике од 1. до 4. разреда. Рад се одвијао у комбинованим одељењима, први и трећи и други и четврти разред. У школској 2016/2017. години имао 26 ученика.